# Danemark aux Jeux olympiques d'été de 1924
Le Danemark participe aux Jeux olympiques d'été de 1924 à Paris en France. 89 athlètes danois, 78 hommes et 11 femmes, ont participé à 60 compétitions dans 13 sports. Ils y ont obtenu neuf médailles : deux d'or, cinq d'argent et deux de bronze.

## Médailles
| Médaille | Discipline | Épreuve                     | Athlète                                  | Performance | Date            |
| -------- | ---------- | --------------------------- | ---------------------------------------- | ----------- | --------------- |
| Or       | Boxe       | Poids légers                | Hans Jacob Nielsen                       |             | 20 juillet 1924 |
| Or       | Esrime     | Fleuret                     | Ellen Osiier                             |             | 4 juillet 1924  |
| Argent   | Boxe       | Poids mi-lourds             | Thyge Petersen                           |             | 20 juillet 1924 |
| Argent   | Boxe       | Poids lourds                | Soren Petersen                           |             | 20 juillet 1924 |
| Argent   | Cyclisme   | Tandem                      | Edmund Hansen Willy Falck Hansen         |             | 27 juillet 1924 |
| Argent   | Equitation | Concours complet individuel | Frode Kirkebjerg                         |             | 26 juillet 1924 |
| Argent   | Voile      | 6 m JI                      | Knud Degn Christian Nielsen Vilhelm Vett |             | 26 juillet 1924 |
| Bronze   | Esrime     | Fleuret                     | Grete Heckscher                          |             | 4 juillet 1924  |
| Bronze   | Tir        | Carabine à 600 m            | Niels Larsen                             |             | 27 juillet 1924 |